# Fanny Bias
Anne Françoise Bias, coneguda com a Fanny Bias, nascuda a Passy el 3 de juny de 1789 i morta a París el 6 de setembre de 1825, va ser una ballarina francesa de l'Òpera de París, una de les primeres ballarines a practicar a l'escenari la dansa «en punta». La seva tècnica innovadora va marcar un punt d'inflexió en la història del ballet.

## Biografia

### Formació
Anne Françoise Bias va néixer el 1789 a Passy, filla de Jean Bias, un burgès de París, i Françoise Charlotte Ribert, la seva esposa, que vivien al carrer Thibautodé. Va ser batejada el mateix dia a Notre-Dame-de-Grâce de Passy.
Es va formar a l'Académie Royale de Musique, l'escola de ballet de l'Òpera de París, on va ser alumna de Louis Milon i Jean-François Coulon. El 12 de maig de 1807 va debutar ballant al cos de ballet de la companyia del teatre de l'Òpera amb un pas de deux i al 1817 ja n'era la primera ballarina. Anomenada «la desossada» per la seva esveltesa, va ser una de les ballarines preferides de la Restauració, amb la seva amiga Émilie Bigottini.
Després de ballar a Londres al Her Majesty's Theatre, el gerent, John Ebers, va descriure el seu ball com a «bells petits passos que, més que cap altre, es poden correspondre amb el terme de centelleig».

### Carrera professional
Va cridar l'atenció el 1820 a Les Pages du duc de Vendôme i en diversos divertiments. Va actuar a Londres l'any següent i es va convertir en una de les primeres ballarines a practicar la tècnica de la dansa en punta a l'escenari, que s'arribaria a convertir en un estàndard del ballet clàssic, un moment històric immortalitzat per una litografia de Jean Frédéric de Waldeck.
L'octubre de 1823, aleshores embarassada de la seva filla, Fanny Bias va actuar a l'escenari de l'Opéra-Comique. El seu nom ja no apareixerà a les notícies d'espectacles després d'aquesta data.
Malalta, Fanny Bias va morir prematurament el 1825, a casa seva, al número 17 del carrer de la Grange-Batelière. El seu funeral es va celebrar a l'església de Saint-Roch i M. Marduel, el sacerdot, insistí davant de la premsa que l'artista «havia complert, abans de morir, allò que exigien les lleis de l'església». Està enterrada al cementiri de Père-Lachaise.

### Vida personal
El 1814, va donar a llum un fill natural, anomenat Jean Louis Victor. A l'octubre de 1824, un diari va anunciar que «està a punt de casar-se amb Alexis de l'Opéra-Comique». Nascut com a Pierre-Auguste Dupond, era un tenor amb el pseudònim d'Alexis Dupont. El matrimoni no es va celebrar, però l'abril de 1824 Fanny Bias va donar a llum una filla, anomenada Camille Jenny. El ballarí Auguste Vestris va ser un dels dos testimonis que van signar el certificat de naixement.
Fanny Bias reconegué els seus dos fills l'agost de 1825, un mes abans de morir.
Segons una nota publicada a la Correspondance de George Sand, Camille Jenny Bias hauria esdevingut l'escriptora Camille Bias.

### Posteritat
- La rosa 'Fanny Bias' (obtinguda per Jean-Pierre Vibert), al 1819, porta el seu nom.[16]

## Funcions principals
- 1818, Zéloïde, música Louis-Sébastien Lebrun, Acadèmia Reial de Música, Parísː una sílfide
- 1818, Proserpine, Acadèmia Reial de Música, Parísː una nimfa dels prats
- 1818, Zirphile i Fleur de Myrte, música de Charles-Simon Catel, Acadèmia Reial de Música, París: una jove amant
- 1818, Els Jocs Florals, música de Léopold Aimon, Acadèmia Reial de Música, Parísː una senyora
- 1819, Olympia, tragèdia lírica en tres actes, teatre de l'Opéra-Montansier, París
- 1820, Els Patges del Duc de Vendôme, ballet - pantomima en un acteː Elise

## Iconografia
- Fanny Bias en el paper d'Élise, Els Patges del Duc de Vendôme: sis làmines de vestuari, segons Auguste Garnerey; litografia de Godefroy Engelmann, 1820, Biblioteca Nacional de França, departament de la Biblioteca-Museu de l'Òpera, D216-6 (23-29) [vegeu en línia]